# Iwaniska
Iwaniska è un comune rurale polacco del distretto di Opatów, nel voivodato della Santacroce.
Ricopre una superficie di 105,03 km² e nel 2004 contava 7 136 abitanti.

## Monumenti e luoghi d'interesse
Nella località di Ujazd, sorge il castello, o meglio quello che è rimasto del castello dopo l'invasione svedese, di Krzyżtopór. Fu commissionato dall'eccentrico governatore Krzysztof Ossolinski all'italiano Lorenzo Muretto (noto in Polonia con il nome di Wawrzyniec Senes), il quale vi si dedicò tra il 1631 ed il 1644.
La storia del castello vede mescolarsi storia e leggenda: la struttura venne progettata in modo da rappresentare architettonicamente un calendario. Infatti vi erano quattro torri a rappresentare le stagioni, dodici sale equivalenti ai mesi, cinquantadue camere, ovvero una per ogni settimana e 365 finestre, tante quanto sono i giorni. In realtà le camere erano 366, ma una veniva usata solamente negli anni bisestili. E questa è la storia vera. 
Il castello andò distrutto quasi completamente verso il 1650 ad opera degli svedesi. Furono anche proposti dei progetti di ricostruzione e conversione d'uso dell'edificio ma non se ne fece niente.